# LNWR classe Dreadnought
La Classe Dreadnought du London and North Western Railway est un modèle de locomotives à vapeur de disposition d'essieux 1110 (2-2-2-0 dans la nomenclature britannique), apparentée aux Porter (120), mis au point par Francis Webb. Comme les Experiment dont elles sont issues, elles possèdent trois cylindres compound et n'ont pas de bielle de liaison.
Livrées entre 1884 et 1888, ces quarante locomotives sont démolies après le départ à la retraite de leur concepteur.

## Historique

### Origines
En 1882, pour répondre à l'accroissement de la vitesse et du poids des trains de voyageurs sur les lignes principales vers l'Écosse et les ports transatlantiques, Francis Webb (en), l'ingénieur en chef du London and North Western Railway, met au point les locomotives de la classe Experiment (première du nom). Premières compounds produites en série pour le LNWR, ces locomotives donnent des résultats jugés satisfaisants mais le dimensionnement trop faible des cylindres et la puissance de la chaudière, héritée des locomotives à simple expansion de la classe Precedent amenuisent le gain de performances.

### Mise au point

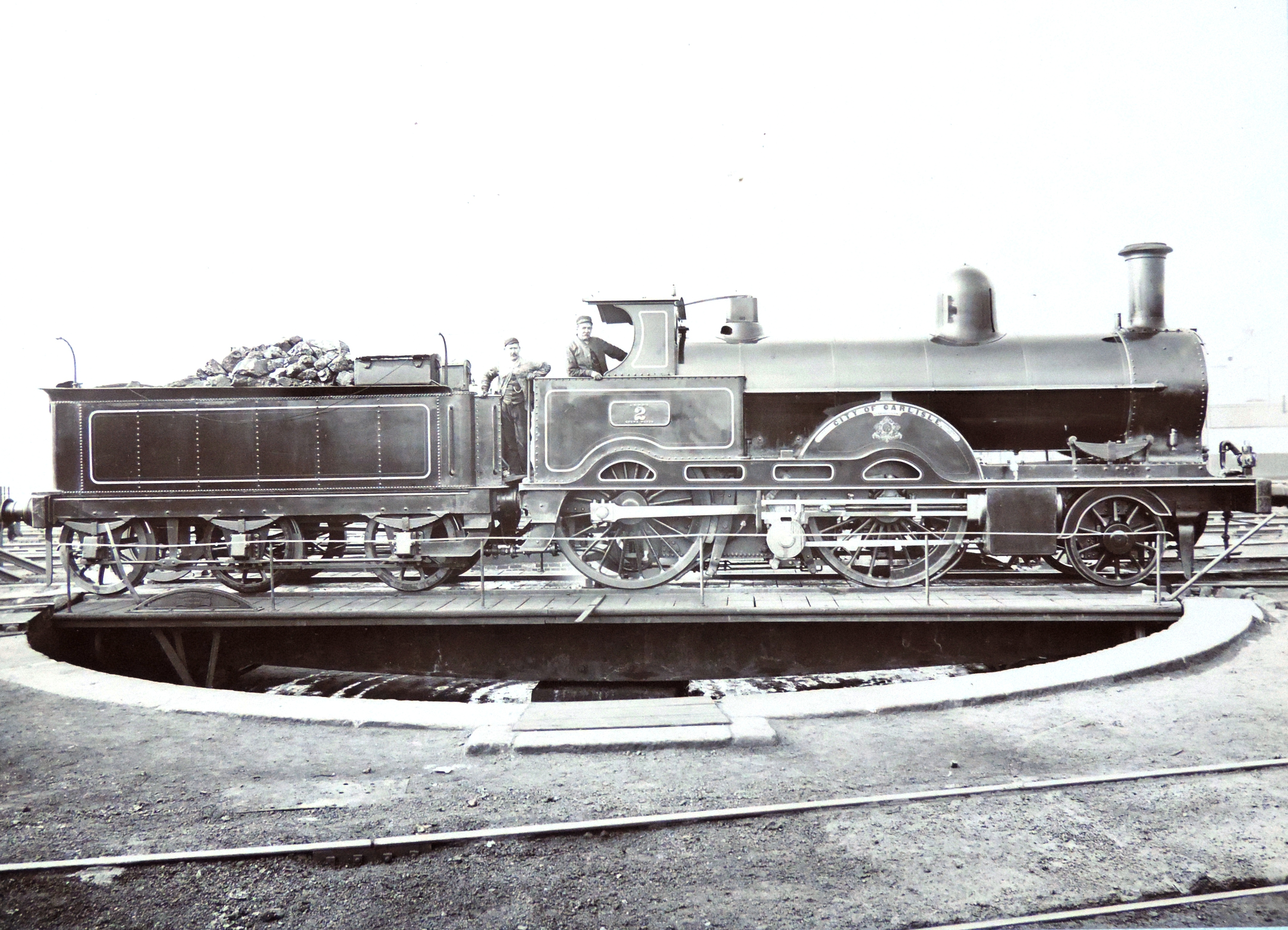
La no 2 City of Carlisle sur une plaque tournante.

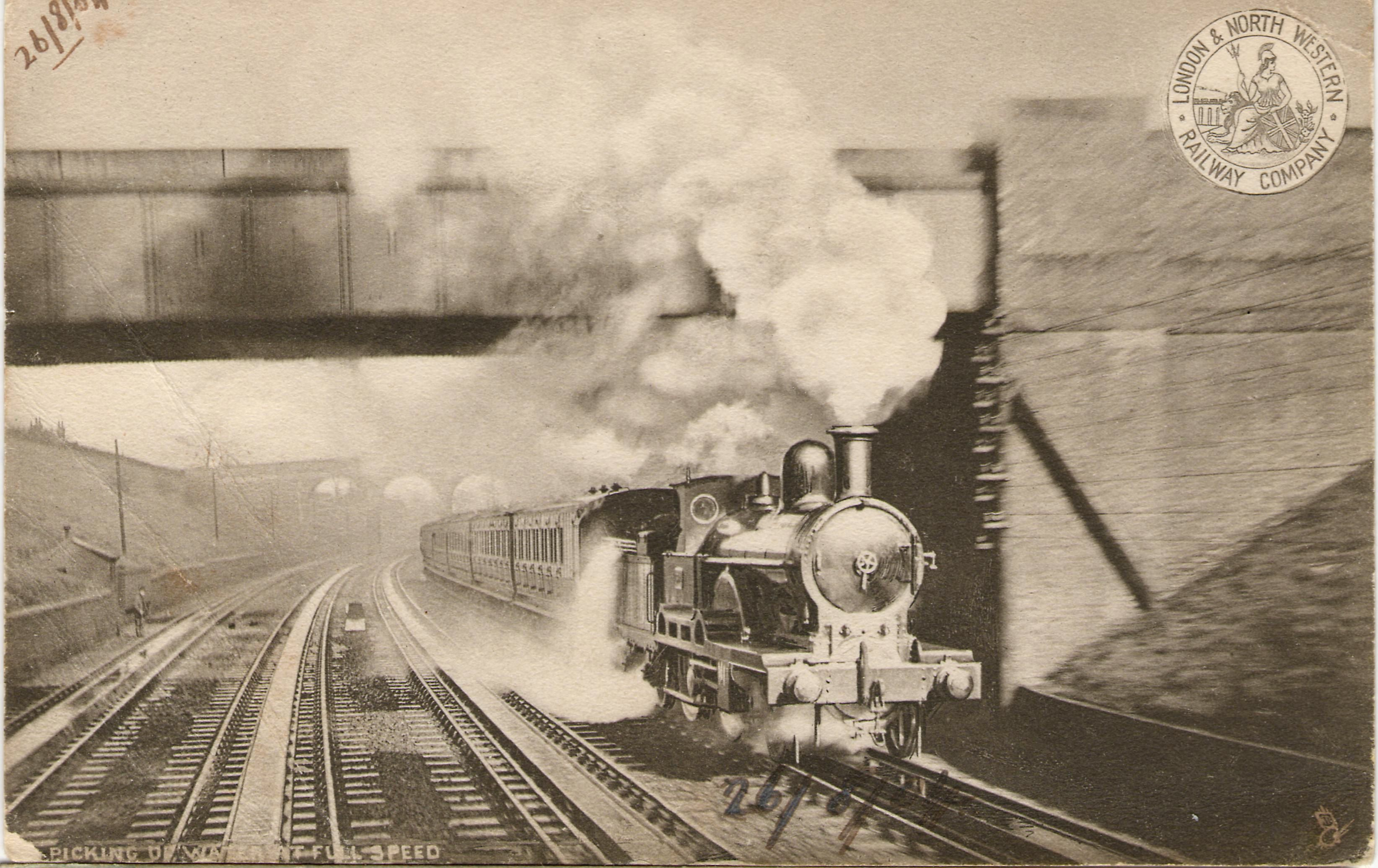
Carte postale de 1904 montrant une Dreadnought prenant de l'eau en marche à pleine vitesse.

Envisagées comme une version plus puissante et plus aboutie de la classe Experiment, les Dreadnought se distinguent par leur chaudière plus grande dont la pression maximale est de 175 psi (11,908 atm) contre 150. Le diamètre des roues motrices est de 6 pieds (1 828 mm) contre 6 pieds 6 pouces et les bandes de roulement d'une épaisseur de 3 pouces (76,2 mm) lorsqu'elles sont neuves sont désormais réalisées en acier. Elles introduisent également d'autres progrès qui seront plus tard étendus aux modèles plus ancien : la porte de boîte à fumée ronde et le système d'attelage à enfichage sur le principe d'une clé à douille.
De diamètre équivalent, la chaudière est plus longue, ce qui se traduit par un porte-à-faux plus important à l'avant ; ce détail permet de distinguer une Experiment d'une Dreadnought,. Comme l'ensemble des locomotives pour voyageurs du LNWR, leur tender est doté d'une écope pour prendre en marche de l'eau dans des bacs disposés entre les rails. Ce système permet d'éviter plusieurs arrêts en gare.
L'omission de la bielle de liaison est un choix de leur concepteur afin de se passer des mouvements parasites induits par ces masses non suspendues, ce qui améliore les performances à haute vitesse. Les cylindres extérieurs (HP) actionnent les roues du dernier essieu et renvoient la vapeur vers un unique cylindre basse pression (BP) disposé plus en avant qui agit sur le premier essieu moteur. Chaque cylindre dispose à l'origine d'une distribution Joy ; par la suite, celle du cylindre central est remplacée par une distribution à excentrique simple. L'absence de bielle d'accouplement et le choix de ne faire agir le changement de marche que sur les cylindres HP pouvait avoir des effets inattendus lorsque la locomotive changeait de sens après une marche arrière, le cylindre basse pression continuant à propulser le premier essieu vers l'arrière alors que le second essieu tournait vers l'avant. Il semble dans les faits que cet incident soit rarement arrivé, survenant seulement lorsque l'équipe de conduite oubliait d'isoler le cylindre HP au moyen de la valve prévue à cet effet. 
Une première commande pour 10 locomotives est passée aux ateliers de Crewe en septembre 1884, deux exemplaires étant en service avant la fin de l'année. 20 autres sont ordonnées en décembre 1885 tandis qu'une dernière tranche de 10 exemplaires est commandée en mars 1888 et livrée au plus tard pour le mois de juin.
Fidèle à sa pratique de réutiliser les matricules et même les noms de baptême des locomotives radiées, le LNWR numérote l'ensemble des locomotives dans le désordre. Plusieurs machines de la première série portent des noms tels que Dreadnought (téméraire), Thunderer, Leviathan, Titan qui sont fréquemment portés par des navires de guerre de la Royal Navy ; il n'est cependant pas certain qu'elles rendent bien hommage aux navires de guerre des années 1870. Au même titre, onze locomotives de 1886 et 1888 ont leur nom commençant par City et évoquent plusieurs villes importantes du réseau LNWR ainsi que Paris, New York, Londres et Dublin, des noms qui ont également été portés par des navires marchands transatlantiques de l'époque. Comme les Experiment, les autres portent notamment des noms de figures mythologiques, d'animaux, de métiers, de conquérants et de personnalités plus récentes (Rowland Hill, Huskisson, Marchioness of Stafford).
En 1887, le LNWR possède en tout 60 locomotives compound à tender séparé. Leur utilisation et leur maintenance trop complexe convainquent Webb à faire construire une nouvelle série de locomotives à simple expansion. Les LNWR classe Improved Precedent, évolution du modèle « Precedent » avec une chaudière comparable à celles des Experiment donnent pleine satisfaction et un total de 158 sont réalisées de 1887 à 1901 auxquelles se rajoutent 90 machines à roues légèrement plus petites de la classe Waterloo livrées en 1889-1896.
Webb est cependant loin de renoncer à la technologie compound et fait réaliser dix Dreadnought supplémentaires en 1888 tout en travaillant sur les plans de modèles améliorés.

### À l'exportation

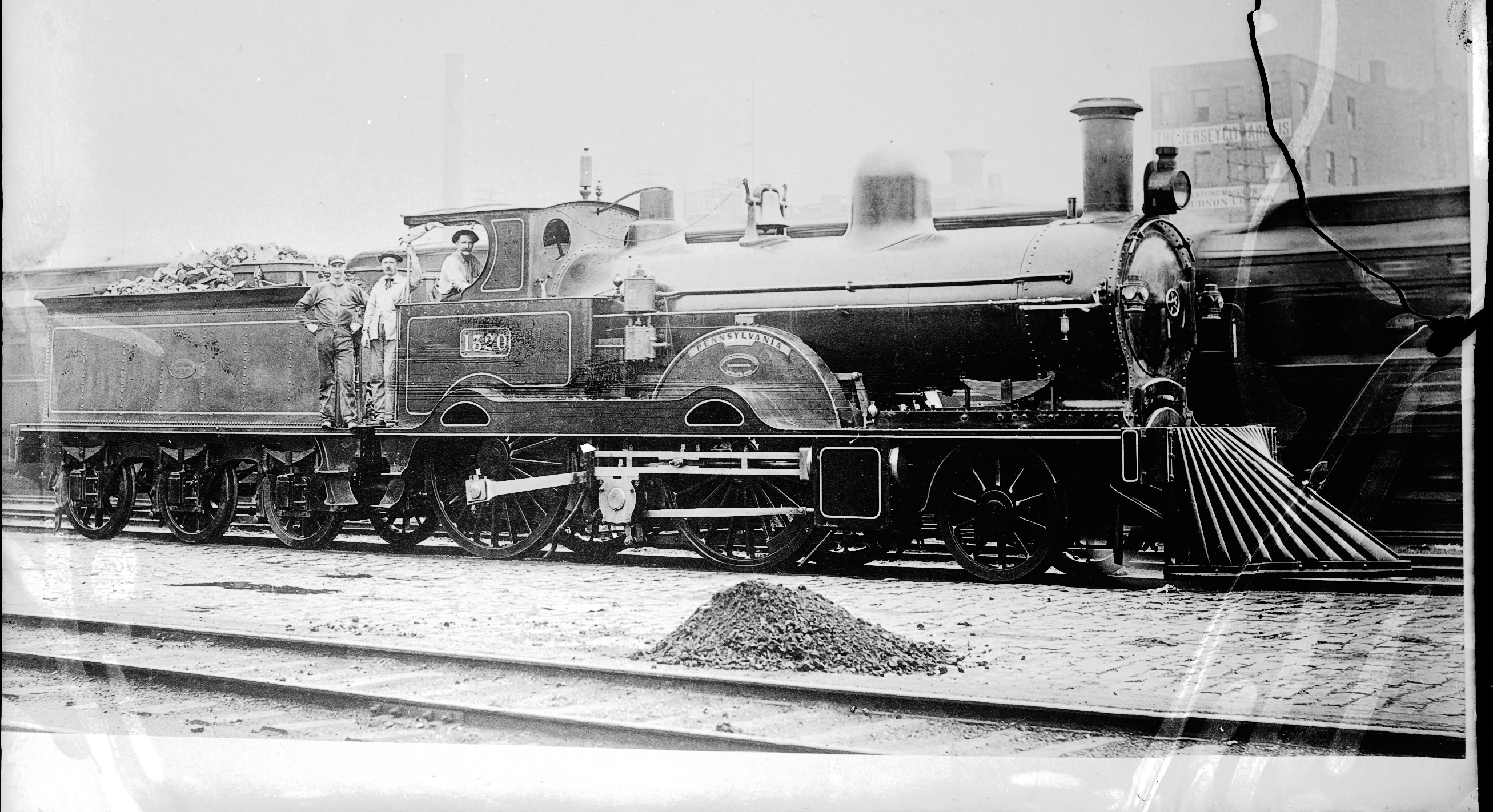
La no 1320 du Pennsylvania Railroad.

Ayant suscité l'intérêt outre-atlantique en raison de leur rapport poids-puissance et de leur technologie novatrice, une copie de la classe Dreadnought est commandée par le Pennsylvania Railroad. Les ateliers de la compagnie ayant l'interdiction de vendre à des réseaux tiers, c'est la firme Beyer-Peacock qui assemble en 1889 cet exemplaire opportunément baptisé Pennsylvania qui reçoit un chasse-buffles, une cloche et un attelage américain. En service, elle s'acclimatera mal aux spécificités des chemins de fer en Amérique et sa puissance sera jugée trop faible, justifiant sa démolition en 1897.
La Compagnie des chemins de fer de l'Ouest a fait construire au LNWR une locomotive numérotée 901 puis 500. Cette locomotive de 1884 s'apparente aux Teutonic plus tardives en raison de son diamètre de roues, de 2,10 m.

### Évolutions

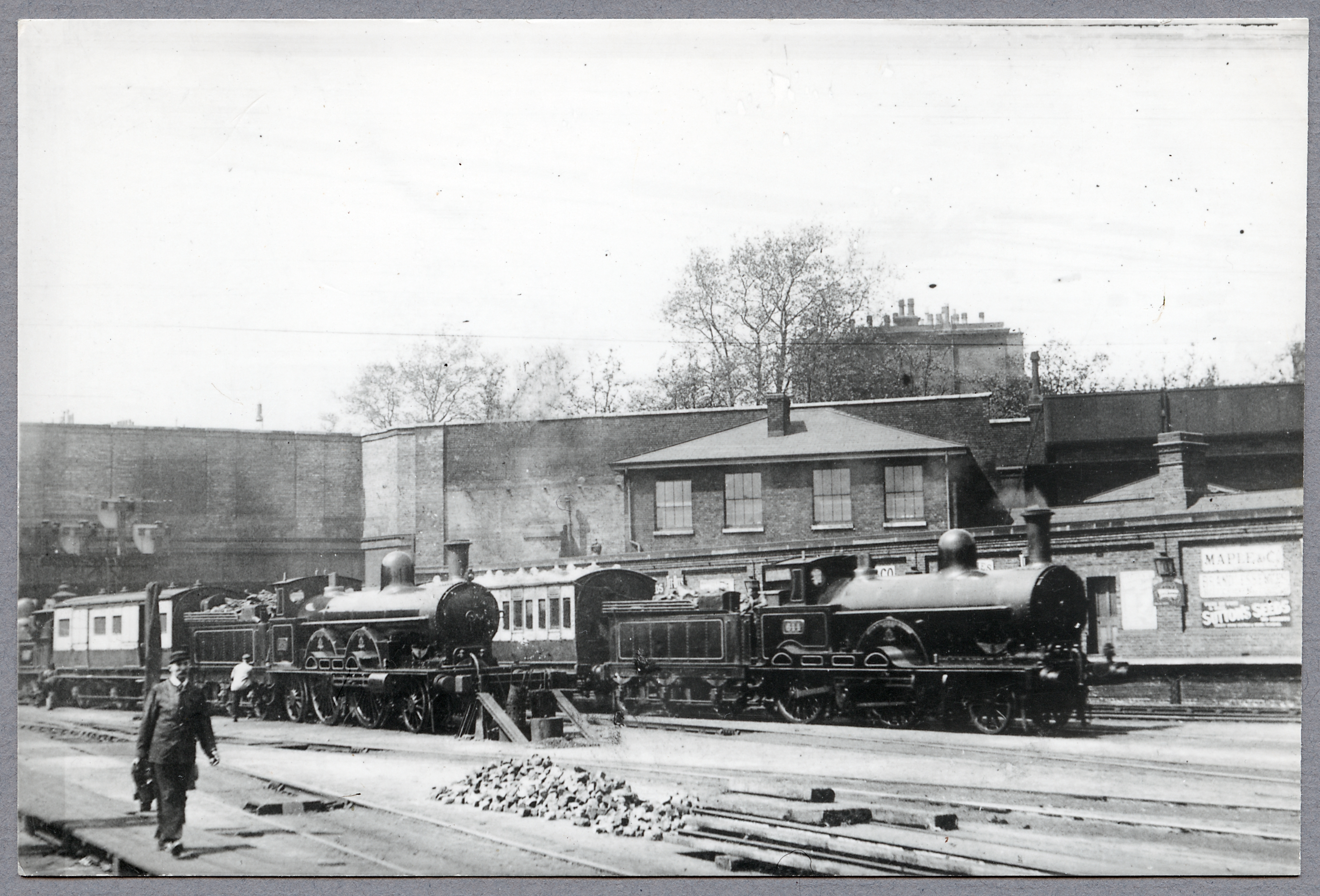
La Dreadnought no 644 Vesuvius et la Greater Britain no 525 Princess May côte à côte.

En parallèle des locomotives pour Express, le LNWR met en service quatre locomotives-tender prototypes : une 2110T réalisée par transformation en 1883 d'une 220T type Metropolitan de 1872 ; en 1885, une 1111T pour trains de banlieue dérivée de la classe 4ft 6in et en 1887 une 1111T à grandes roues pour trains express ainsi qu'une 1120T pour trains de marchandises rapides. Face aux multiples problèmes inhérents à ce système compound, ces véhicules resteront sans lendemain mais les 121T à simple expansion de la classe 5ft 6in "Precursor Tank" seront en partie issues du troisième prototype.
Les dix locomotives de la classe Teutonic mises en service en 1889-1890 sont une évolution directe des Dreadnought dont elles se distinguent par leurs très grandes roues motrices de 6 pieds 10 pouce (2 083 mm) nécessitant une chaudière positionnée plus haut. Ces machines introduisent aussi d'autres innovations telles que l'emploi d'huile au lieu de graisse pour les boîtes d'essieu et la construction métallique des traverses porte-tampons.
L'ultime développement du système à trois cylindres par le LNWR donne lieu à deux séries très différentes qui se caractérisent par une très longue chaudière :
- Les classes Greater Britain et John Hick (10 exemplaires chacune) de disposition 1111 (avec bissel arrière) où une chambre de combustion supplémentaire est positionnée au milieu de la chaudière ;
- Les premières locomotives pour marchandises de disposition 040 — le prototype a deux cylindres à simple expansion tandis que les cent-onze locomotives de série de la classe A reviennent aux trois cylindres compound (avec des bielles ordinaires) mais suppriment la chambre de combustion médiane — qui évoluent ensuite vers les classes B (compound), C, D, E, G1 ainsi que d'autres machines à simple expansion et chaudière plus grande bâties par le LMS jusqu'en 1932 et dont les dernières roulent encore en 1960.

À partir de 1897, Webb décide d'utiliser une formule compound plus conventionnelle, avec quatre cylindres, signant notamment les plans des classes Jubilee et Alfred the Great dont la chaudière revient à des dimensions compactes proches de celle des Experiment ou Teutonic.

### Carrière et services effectués

La no 1395 Archimedes en gare d'Euston au départ de Londres.

Les Dreadnought ont la même affectation que les Experiment, moins puissantes. Fréquemment utilisées en double traction sur les trains les plus lourds, elles sont en fin de carrière utilisées sur des convois plus léger ou en renfort de locomotives plus puissantes.
Tous les modèles à trois cylindres de Webb (sauf la classe A pour marchandises) sont prestement retirés de la circulation dès le remplacement de Francis Webb par George Whale (en) puis Charles Bowen Cooke (en). Celles à quatre cylindres seront conservées en service et progressivement transformées en machines à simple expansion en ne conservant que les cylindres HP et leur mécanisme.
La no 545 "Tamerlane" est radiée en décembre 1903, quelques mois après le départ de Webb. En janvier 1905 il ne subsiste plus que neuf représentantes de la série, les deux dernières — no 507 "Marchioness of Stafford" et 2062 "Herald" — sont rayées des inventaires en juillet 1905. La dernière Experiment est condamnée en décembre 1905 tandis que les Teutonic et Greater Britain s'éteignent en 1905-1907. La mise à la ferraille des John Hick et la transformation des dernières classe A en 1910-1912 rendent éteintes les locomotives à trois cylindres du LNWR ; aucune n'est préservée.
Entre le départ de Webb et la création du London, Midland and Scottish Railway en 1923, le LNWR ne commandera plus que des locomotives neuves à simple expansion.